# Coleophora inulae
Coleophora inulae é uma espécie de mariposa do gênero Coleophora pertencente à família Coleophoridae.